# 加藤土師萌
加藤 土師萌（かとう はじめ、1900年3月7日 - 1968年9月25日）は日本の陶芸家。本名は一（はじめ）。1961年に人間国宝に認定された。東洋の陶磁器に対して高い見識を持つ。教え子に鳴海要などがいる。

## 略歴
- 1900年 愛知県瀬戸町（現在の瀬戸市西本町）に生まれる[1]。
- 1914年 瀬戸初の創作者集団瀬戸図案研究会設立。日野厚に陶芸図案を学ぶ。以後、1921年まで愛知県窯業学校助手等を務め、陶磁器の図案を習得。
- 1926年美濃に移る。岐阜県陶磁器試験場（現・岐阜県セラミックス研究所）に勤務、研究と作陶を行う。
- 1927年第8回帝展初入選（工芸部門が新設された回である）。新文展、日展に出品を続け、その後日本伝統工芸展へと発表の場を移している。
- 1937年パリ万国博覧会でグランプリ受賞。
- 1940年横浜市日吉に築窯、独立。中国明朝の黄地紅彩を復元。
- 1951年 黄地紅彩が重要無形文化財に指定。その後も金襴手・青白磁など磁器を研究。
- 1955年 東京藝術大学に陶芸科が創られ初代教授就任。
- 1961年4月27日、重要無形文化財「色絵磁器」保持者（人間国宝）認定[1]。
- 1966年 日本工芸会理事長就任。他、文化財保護審議会専門委員等を歴任。
- 1967年 東京藝術大学名誉教授、紫綬褒章受章。
- 1968年 逝去。

## 参考資料

### 文献
- 『偲ふ 加藤土師萌追悼文集』三彩社刊（1969年）
- 『人間国宝シリーズ7 加藤土師萌』講談社刊（1980年）
- 東京国立近代美術館編「加藤土師萌展 近代陶芸の精華」（1999年）